# Evangelische Kirche (Allendorf an der Landsburg)

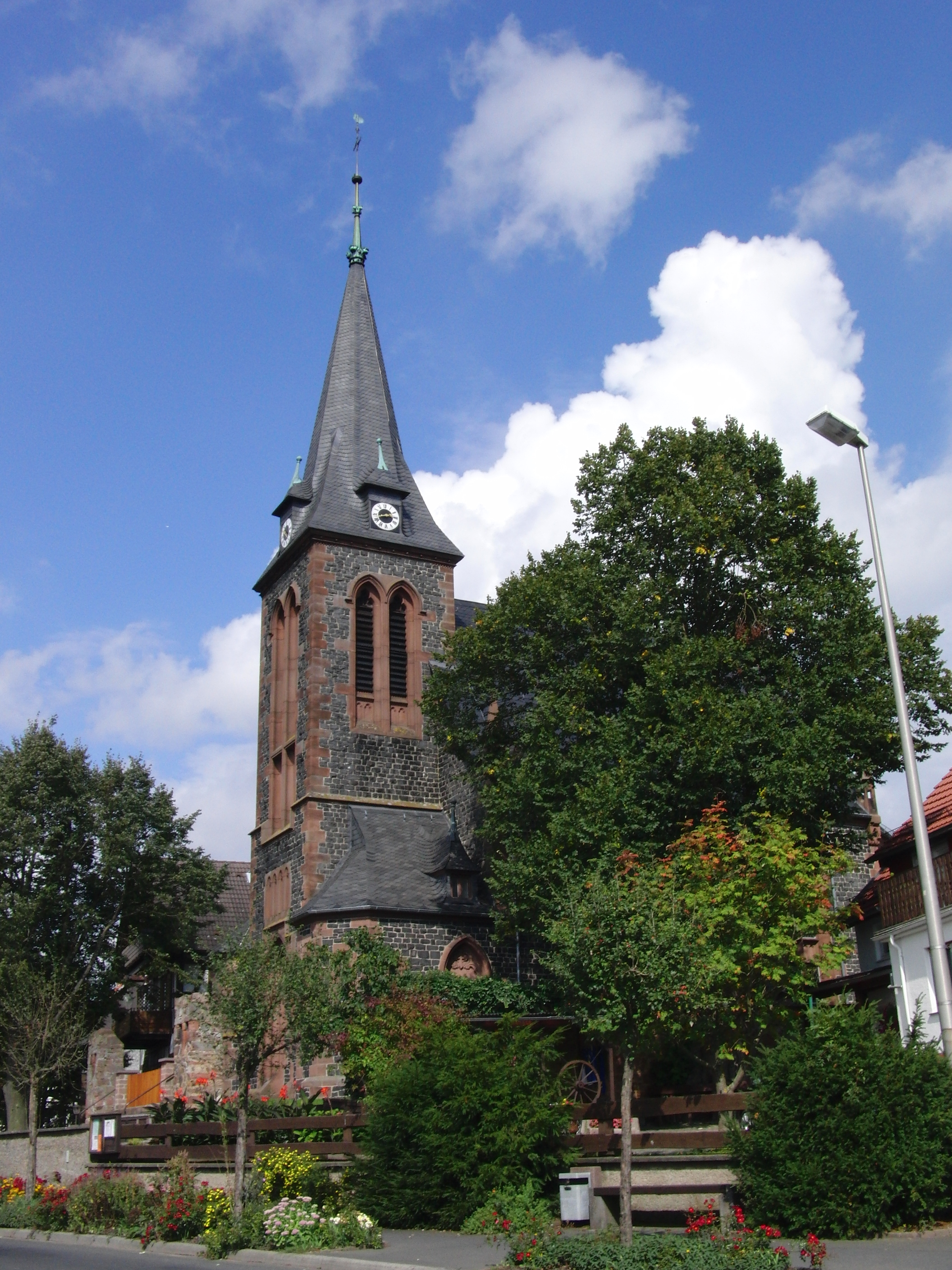
Evangelische Kirche Allendorf

Die evangelische Kirche ist ein denkmalgeschütztes Kirchengebäude in Allendorf an der Landsburg, einem Stadtteil von Schwalmstadt im Schwalm-Eder-Kreis (Hessen). Sie gehört zur Kirchengemeinde Landsburg im Kirchenkreis Schwalm-Eder der Evangelischen Kirche von Kurhessen-Waldeck.

## Beschreibung
Die ursprüngliche Pfarrkirche des Ortes, ein turmloser gotischer Saalbau, dem im 16. Jahrhundert ein Speichergeschoss in Fachwerk mit achtseitigem Dachreiter aufgesetzt worden war, hatte innerhalb eines Wehrkirchhofs gelegen, dessen Ringmauer mit Schlüsselscharten des 15. Jahrhunderts noch größtenteils erhalten ist.
Der jetzige neugotische Kirchenneubau wurde 1899 bis 1900 von dem Kasseler Konsistorialbaumeister Gustav Schönermark errichtet. Nach seinem bereits 1893 vorgelegtem ersten Entwurf war zunächst ein Saalbau über kreuzförmigem Grundriss mit Polygonendungen und einem dachreiterartigen oktogonalem Aufsatz über dem Eingangsvorbau geplant gewesen. Stattdessen kam nach einer neuen Planserie der bestehende Bau als ein Saalbau mit Polygonchor zur Ausführung, dessen von einem schlanken Turmhelm bekrönter Westturm der exponierten Lage der Kirche im Ort Rechnung trägt. Als Baumaterial wurde für das Mauerwerk Basalt aus den Brüchen unterhalb der nahegelegenen Landsburg gewählt, kombiniert mit dunkelrotem Sandstein für alle Steinmetzarbeiten. Im Innern des mit einer flachen Holzdecke versehenen Raums ist eine dreiseitig umlaufende Empore angeordnet. Für die Wandgestaltung hatte Schönermark eine farbige Ausmalung entworfen, die bei einer jüngeren Restaurierung einem nüchternen Weißanstrich gewichen ist.